# سايوري إيشيكاوا
سايوري إيشيكاوا (باليابانية: 石川さゆり؛ بالكانا: いしかわ さゆり) هي مغنية يابانية، ولدت في 30 يناير 1958 في Akita, Kumamoto ‏ في اليابان.

## وصلات خارجية
- الموقع الرسمي
- سايوري إيشيكاوا على موقع IMDb (الإنجليزية)
- سايوري إيشيكاوا على موقع ميوزك برينز (الإنجليزية)
- سايوري إيشيكاوا على موقع أول ميوزيك (الإنجليزية)
- سايوري إيشيكاوا على موقع ديسكوغز (الإنجليزية)
- سايوري إيشيكاوا على موقع قاعدة بيانات الفيلم (الإنجليزية)
- سايوري إيشيكاوا على موقع ANN person (الإنجليزية)